# Hedwig Langeckerová
Hedwig Langeckerová (29. ledna 1894 Šluknov – 31. ledna 1989 Západní Berlín) byla česko-německá farmaceutka, farmakoložka, biochemička a vysokoškolská pedagožka. Roku 1934 se, jakožto druhá žena v české historii, stala ženou-profesorkou na vysoké škole, po lékařce Boženě Kuklové-Štúrové.

## Životopis
Narodila se ve Šluknově v severních Čechách, městě ležícím ve Šluknovském výběžku, do německé rodiny. V rámci řádného studia na vysoké škole, umožněného díky tehdy novému zákonu z roku 1900 povolujícímu v rámci Rakouska-Uherska tento typ studia ženám, vystudovala farmacii na lékařské fakultě německé části Karlo-Ferdinandovy univerzity v Praze. Roku 1920 zde získala titul M.D., na univerzitě pak pracovala jako odborná asistentka. V roce 1923 obdržela titul Ph.D. Nadále pokračovala v akademické dráze a dne 20. září 1926 zde, jako jedna z prvních akademiček v Československu, obhájila docenturu. Dne 1. října 1934 byla pak jmenována profesorkou, jakožto historicky druhá žena v ČSR a vůbec první žena na Univerzitě Karlově: lékařka Božena Kuklová-Štúrová zde profesuru obdržela 31. července téhož roku na Univerzitě Komenského v Bratislavě.
Známou se v tehdejším akademickém světě stala svým objevem farmakologických vlastností rostlin Polygonatum officinale a Polygonatum multiflorum. Byla také známá svými studiemi biochemie steroidních hormonů a svým plodným výstupem, který zahrnoval více než 200 vědeckých článků a několik učebnic. 
Na pražské německé univerzitě působila až do roku 1945. Po skončení druhé světové války pak byla nucena, v rámci odsunu českých Němců z Československa, zemi opustit. Usadila se v Západním Berlíně a posléze začala pedagogicky působit na Svobodné univerzitě v Berlíně, již od jejího vzniku roku 1948. Do roku 1959 zde působila jako profesorka, následně zde pak získala titul emeritní profesorka, roku 1964 potom čestný doktorát.
Hedwig Langeckerová zemřela 31. ledna 1989 v Západním Berlíně ve věku 95 let.